# Bay Shore (Michigan)
Bay Shore – jednostka osadnicza w USA, w stanie Michigan, w hrabstwie Charlevoix. Miejscowość leży nad zatoką Little Traverse Bay jeziora Michigan.